# Weiler

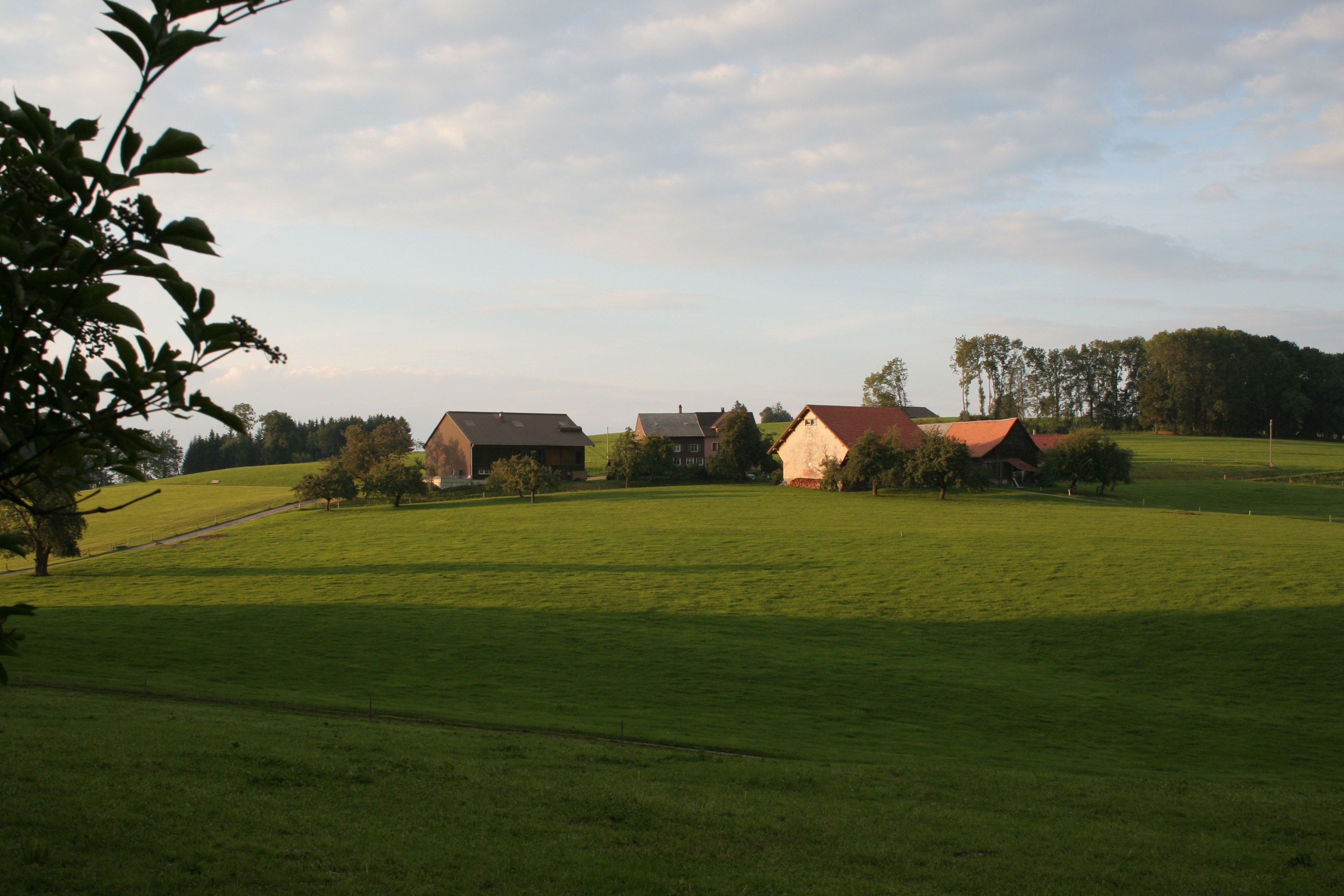
Oberwil bei Waldkirch, Kanton St. Gallen, Schweiz

Ein Weiler ist eine Siedlung, die aus wenigen Gebäuden besteht. Ein Weiler ist kleiner als ein Dorf, kompakter als eine Rotte und größer als eine Einzelsiedlung. Weiler waren in der Regel nie politische Einheiten.

## Bedeutung

### Etymologie
Das Wort Weiler setzt mittelhochdeutsch wīler und althochdeutsch wīlāri direkt fort, ein Lehnwort aus mittellateinisch villare ‚Gehöft‘, das auf das klassisch-lateinische Adjektiv vīllāris ‚zum Landgut gehörig, Landguts-‘ zurückgeht, einer Ableitung vom Substantiv vīlla ‚Landhaus eines Vornehmen, Landgut, Gutshof‘.
Die Bezeichnung Weiler für kleine Ansiedlungen geht auf die Tatsache zurück, dass die nächst den vornehmen Landhäusern erbauten Personalunterkünfte ebenfalls zur villa gerechnet wurden und das Wort letztlich das gesamte Gebäudeensemble benannte.
Die im Süden und Westen des deutschen Sprachgebiets verbreiteten Formen -weiler und -wil als Grundwörter von Ortsnamen gehen über althochdeutsch wīlāri (auch wīlar) ebenfalls auf lateinisch villaris bzw. villa zurück. Entstanden ist diese Bezeichnungsweise durch den Umstand, dass römische Landgüter (villae) von den späteren germanischen Besitzern weiterhin mit dem lateinischen Wort bezeichnet wurden und das Wort so schon in nachrömischer oder althochdeutscher Zeit (ca. 750–1050) eingedeutscht wurde.

### Sinnverwandte Begriffe
- Im badischen Raum steht das Wort Zinken für eine kleine Ansammlung von Höfen. Ein typischer Zinken ist beispielsweise der Baden-Badener Stadtteil Gaisbach.
- Das entsprechende westfälische Wort ist Drubbel. Drubbel liegen vorwiegend in Gegenden mit Streusiedlungen, dazu auch Bauerschaften.
- Im Bergischen Land wird ein Weiler als Hofschaft bezeichnet. Dabei handelte es sich ursprünglich um Siedlungen für Arbeiter, die in den abgelegenen, durch Wasserkraft betriebenen Hammer- oder Schleifwerken oder Mühlen arbeiteten und nicht täglich den mühsamen Weg von der Stadt zur Arbeit und zurückgehen konnten.

## Der Weiler als Siedlungsform

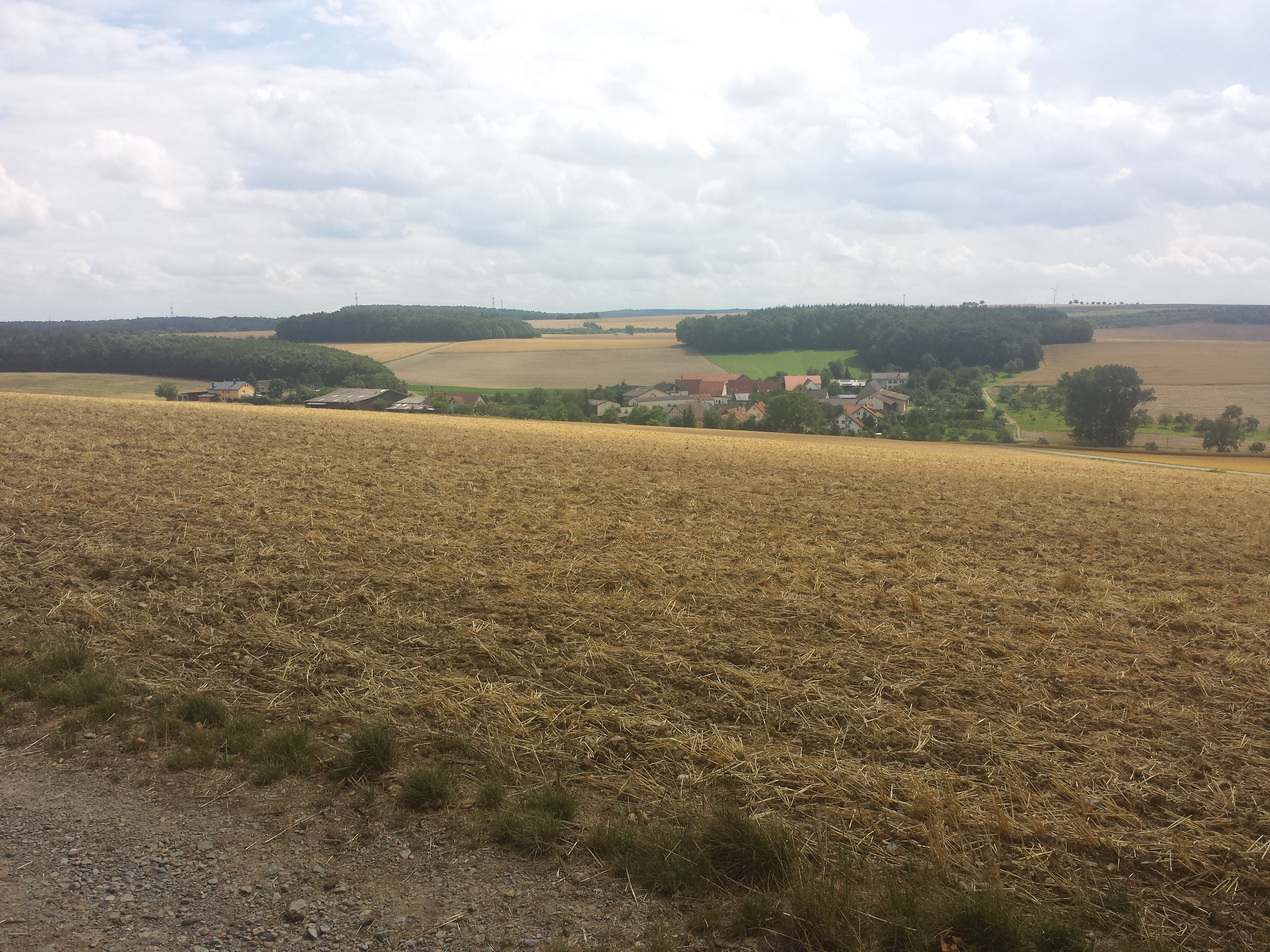
Blick auf den Weiler Hof Steinbach in Baden-Württemberg, der im Hochmittelalter als Rodungssiedlung entstand

Ein Weiler hat – im Gegensatz zu einem Dorf – in der Regel keine geschlossene Bebauung und kein Gebäude mit zentraler Funktion wie eine Kirche oder ein Gasthaus. Diese Siedlungsform ist besonders in West- und Süddeutschland, in der Schweiz und in Österreich zu finden.
Bildet jedoch – bei gleicher Siedlungsform – die Kirche den Mittelpunkt der Siedlung, so spricht man von einem Kirchweiler, bei einem Schloss von einem Schlossweiler.
In der humangeographischen Karteninterpretation spricht man bei bis zu 15 erkennbaren Gebäuden von einem Weiler. Werden Luftbilder interpretiert, lässt man bei der Zählung nach Möglichkeit Ställe, Schuppen und Anbauten außer Acht.
In Österreich existiert differenzierend zu Weiler (drei bis neun Gebäude in engerer Lage) und Rotte (Gebäude in lockerer Anordnung ohne Rücksicht auf die Zahl) die topografische Kennzeichnung Zerstreute Häuser: „Gebäude, die über ein großes Gebiet verstreut liegen, ohne Rücksicht auf die Anzahl“. Geschlossene Orte mit mehr als neun Gebäuden gelten hier als Dorf.
Bei nur ein bis zwei Gebäuden ohne Siedlungszusammenhang, also im Falle von Einzelsiedlungen, spricht man, bedeutungsumfänglich gleichgereiht, von Einöde, Einzelhof, Einzelhaus, Einschicht, wobei die Bezeichnung Einschicht, bayerisch wie österreichisch, die Bedeutung Öde, Einsamkeit besitzt.
In aller Regel gibt es in Weilern wegen ihrer geringen Größe keine Straßennamen. In diesen Fällen tritt der Ortsname – dann als Ortsteil – oder auch der Hausname an die Stelle des Straßennamens. Die Hausnummern sollten dennoch der räumlichen Anordnung der Gebäude entsprechen, können aber auch ohne erkennbare Ordnung verlaufen. Bisweilen besteht auch eine gemeinsame Hausnummerierung für mehrere solcher kleineren Orte, eventuell auch über das ganze Gemeindegebiet oder größere Teile davon. Es kann aber sein, dass die Straßen benannt werden und die Hausnummerierung auch in einem Weiler nach dieser Straßenbenennung erfolgt, so wie es in größeren Orten üblich ist.

## Rechtliches

### Deutschland

Ortshinweisschild nach StVO-Zeichen 385 (Deutschland)

#### Regelung der StVO
Soweit Ansiedlungen keine geschlossenen Ortschaften im Sinne der Straßenverkehrsordnung (StVO) darstellen, können auf deutschen Straßen solche Orte nicht mit einer Ortstafel gekennzeichnet sein und haben daher kein Tempolimit. Um dennoch den Ortsnamen anzugeben, kann eine Ortshinweistafel verwendet werden. Die Abbildung der einzeiligen Version im Katalog der Verkehrsschilder der StVO ist mit Weiler beschriftet und das Schild wird üblicherweise und nicht-amtlich als Weilerschild bezeichnet.

#### Sonderregelung in Bayern
In Bayern gilt gemäß der Entschließung des Bayerischen Staatsministeriums des Innern vom 18. Oktober 1950 grundsätzlich jede Ansiedlung mit drei bis neun Wohngebäuden als Weiler, also eine identische Regelung wie in Österreich. Eine größere Ansiedlung gilt als Dorf, eine Ansiedlung mit einem oder zwei Wohngebäuden wird als Einöde bezeichnet.

### Österreich
In Österreich ist der Begriff Weiler (kurz: W) eine topographische Siedlungskennzeichnung der Statistik Austria für „3 bis 9 Gebäude in engerer Lage“, typischerweise mit historisch gewachsenerer Struktur. Größere Ansammlungen sind dann eine Rotte (R) oder schon ein Dorf (D).

### Vereinigte Staaten
In den Staaten New York und Oregon existiert die Bezeichnung Weiler (engl. Hamlet) für kleine Ansiedlungen, die keine eigene Gemeinde bilden. Hamlets können entweder Teil einer größeren Gemeinde sein (New York), oder auch direkt vom jeweiligen County verwaltet werden (Oregon).